# Chueca

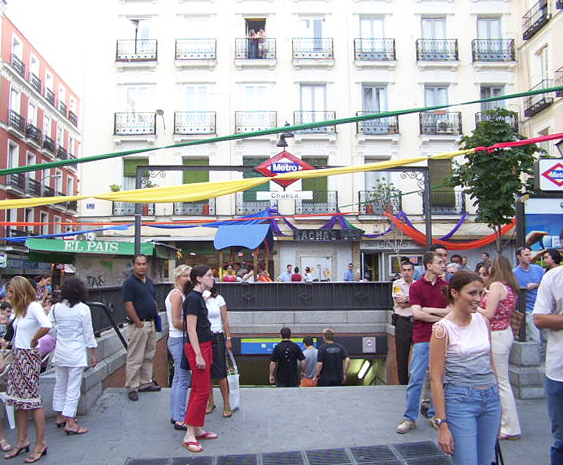
Chueca

Chueca – dzielnica Madrytu, usytuowana w dystrykcie Centro. Ulice Fuencarral, calle de Barquillo oraz Gran Vía stanowią jej granice. W latach 90. XX wieku przekształciła się w dzielnicę gejowską. Dzielnica ta ma charakter komercjalny ze sklepami, restauracjami, kawiarniami, barami, nocnymi lokalami. Licznie występują tutaj gejowskie sklepy z odzieżą i akcesoriami, sex shopy i inne.

## Pochodzenie nazwy dzielnicy

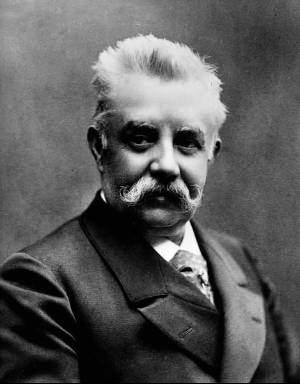
Federico Chueca

Na terenie dzielnicy znajduje się mały plac Chueca, którego nazwa bierze się od nazwiska znanego kompozytora zarzueli, Federico Chueca. Taką samą nazwę nosi stacja metra, która znajduje się na tymże placu.